# Стены и ворота Троицко-Ильинского монастыря
Стены и ворота Троицко-Ильинского монастыря — памятник архитектуры национального значения в Чернигове.

## История
Постановлением Кабинета Министров УССР от 24.08.1963 № 970 «Про упорядочение дела учёта и охраны памятников архитектуры на территории Украинской ССР» («Про впорядкування справи обліку та охорони пам’ятників архітектури на території Української РСР») присвоен статус памятник архитектуры национального значения с охранным № 819/9 под названием Стены с воротами и башнями.
Установлена информационная доска.

## Описание
Входит в комплекс сооружений Троицко-Ильинского монастыря — участок историко-архитектурного заповедника Чернигов древний, расположенный на Болдиной Горе — улица Толстого, 92. 
Комплекс монастыря окружает ограда с башнями и воротами. Возведены в период конец 17 — середина 18 веков в формах барокко. Стены и башни ансамбля лишены оборонных черт и выполняют функции ограды с угловыми архитектурными акцентами. Исконный вид претерпел изменений: северная башня сохранилась частично, восточная башня в 19 веке переделана — пристроен одноэтажный корпус. 
Возведены в два этапа. К 1719 году построены северо-восточное прясло ограды с северной и восточной квадратными в плане башнями (не сохранилась) и юго-западный участок стен. В связи с расширением территории монастыря на юго-запад в 1740-1750-е годы, были продлены южное и северо-западное прясла и возведены восьмигранные в плане юго-западная (возле дома 4 № 2-го переулка Толстого) и северо-западная (возле улицы Толстого) башни с существующим в настоящее время между ними участком стены. Согласно описи монастыря 1765 года ограда значится законченной и в этих формах существует в настоящее время.
Кирпичная, оштукатуренная и побеленная, многоугольная в плане ограда с четырьмя башнями. Только южной прясло — ломаная линия, из-за рельефа скола Болдиной горы. Стены расчленены лопатками, имеется венчающий многопрофильный карниз и профилированный цоколь, дворовый фасад без декора. В западной, восточной («Ильинские ворота») и северной стенах имеются ворота. В северной стене по обе стороны колокольни имеются ворота, выполнены в ярко выраженных барочных формах, одни заложены. 
Юго-западная и северо-западная башни одинаковой архитектуры — двухъярусная, где второй ярус имеет криволинейное очертание, венчает барочный купол с барочной главкой на квадратном в плане барабане. Украшены ребра башни спаренными пилястрами, а между ними — прямоугольными нишами. Имеются профилированный межъярусный и развитой венчающий карнизы. Имеется дверной проём со стороны монастырского подворья. Перекрытия башен — усеченный сомкнутый свод. 
«Ильинские ворота» — оригинальный пример въездной башни, что в восточной стене (со стороны парка Болдина гора) возведены в начале 18 века. Преобразовались вследствие перестроек и ремонтов 1740-х и 1770-х годов, 19 века. Первый ярус и южная часть второго не претерпели изменений. Кирпичные, двухъярусные, по центру первого яруса проезд, перекрытый полуциркульным сводом, по бокам проезда два прямоугольных в плане помещения, перекрытия плоские деревянные. Помещения первого этажа освещаются через четыре оконных проёма с арочными перемычками (по два в каждом) в западной стене. 
В период 1982—1983 годы были реставрированы северо-западное прясло ограды, юго-западная и северо-западная башни, участок северо-восточного прясла между северной башней и Ильинскими воротами, а также проведена консервация остатков северной башни.

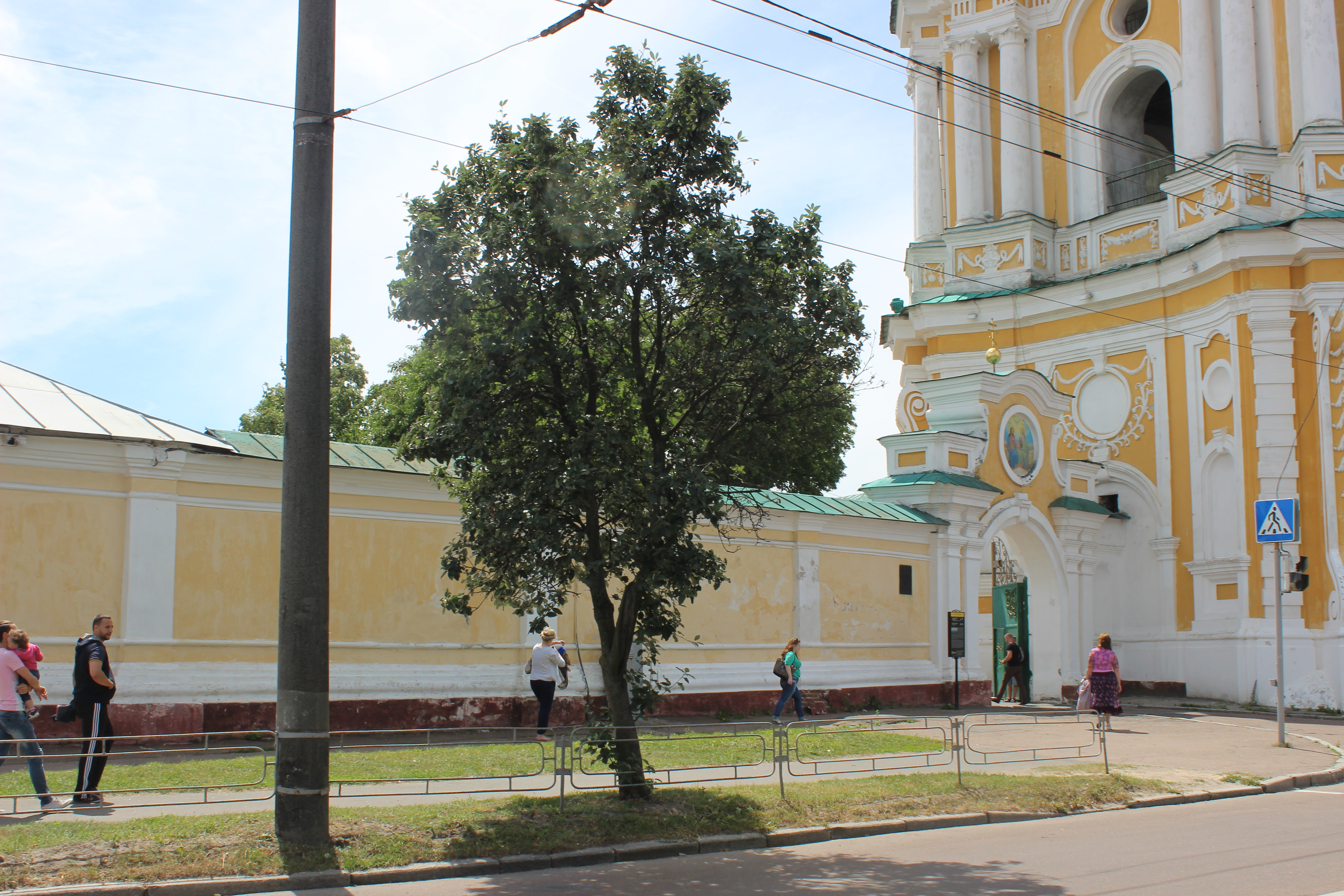
Часть северной стены и ворота — у колокольни
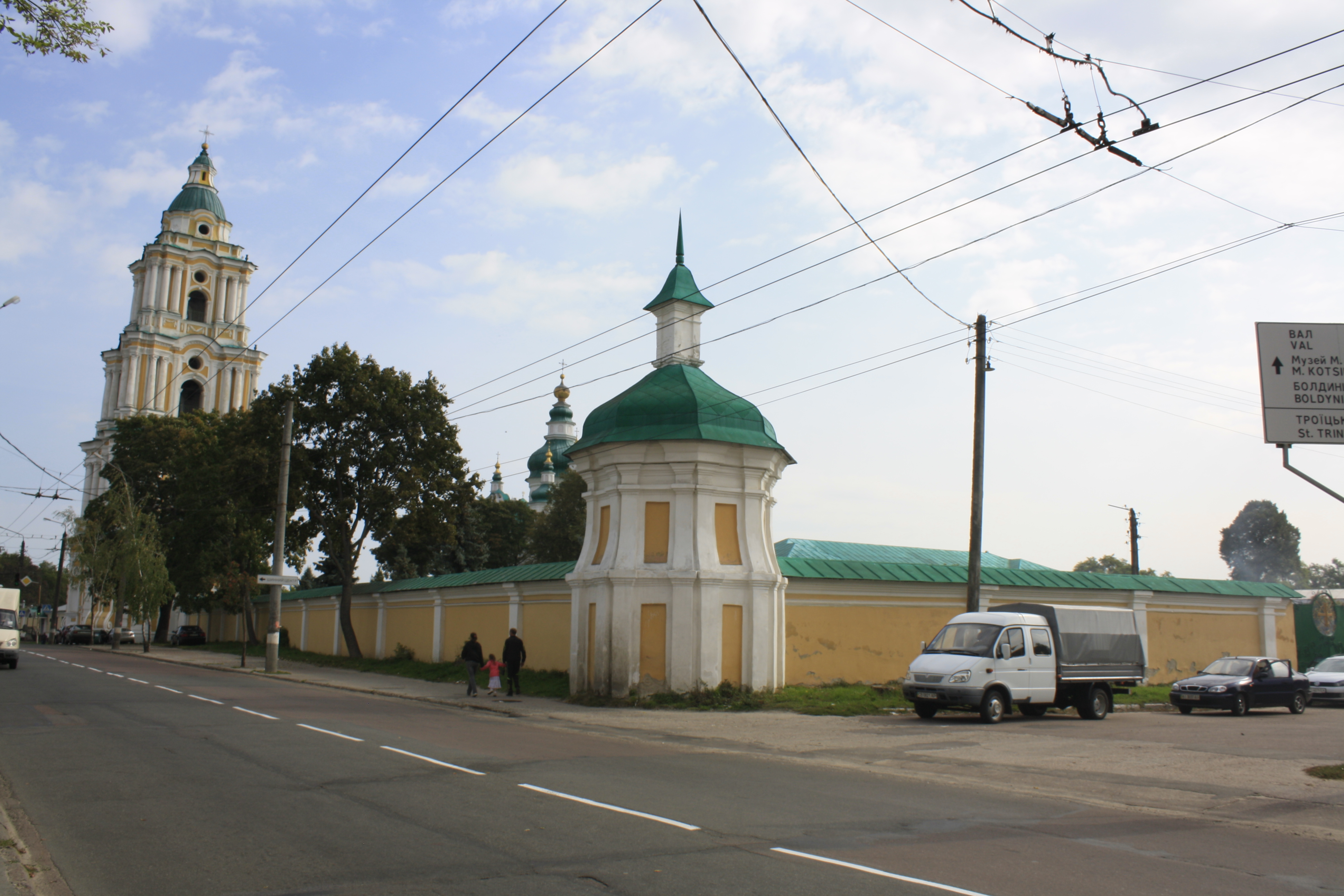
Северная и западная стены, северо-западная башня
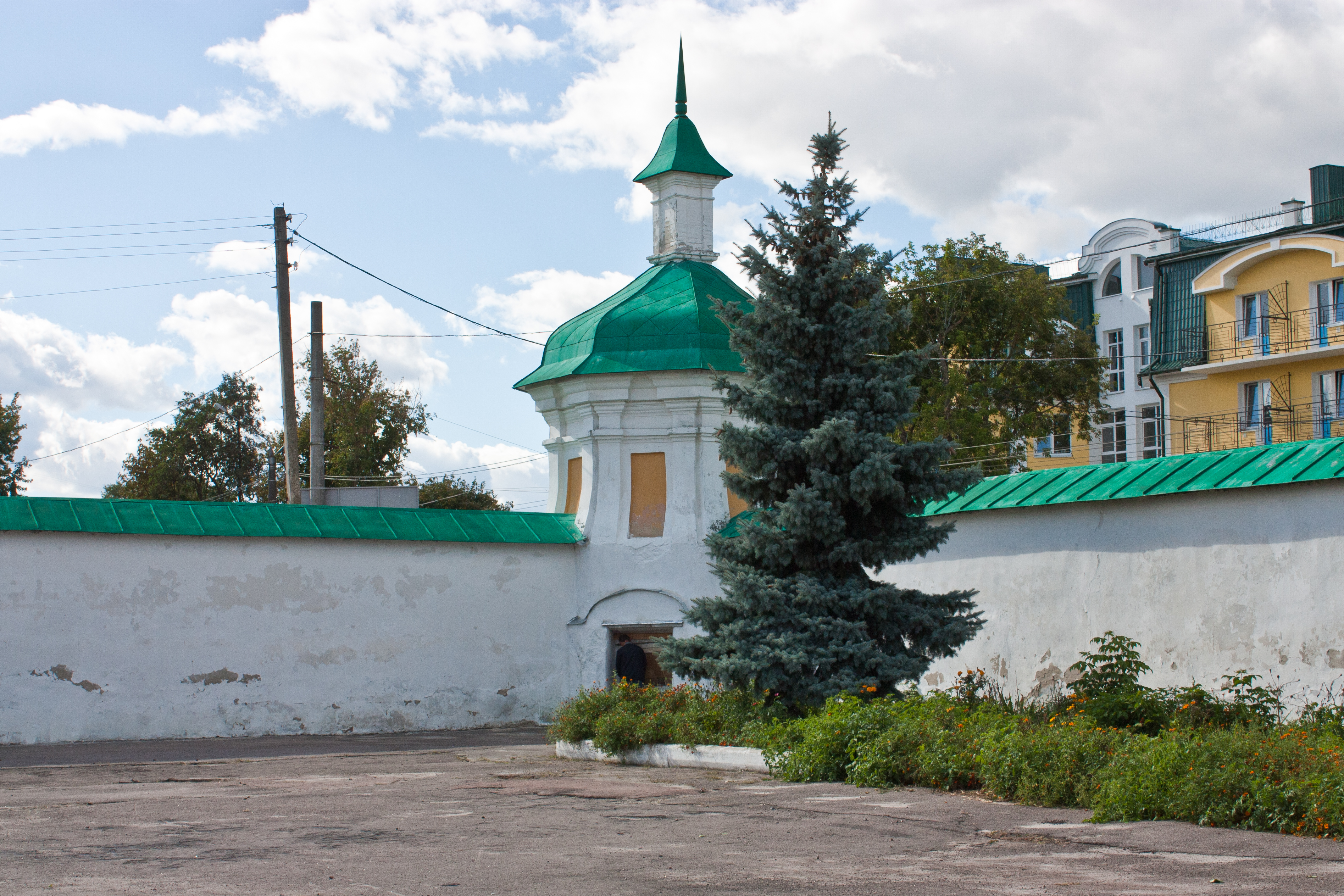
Северо-западная башня — вид со стороны двора
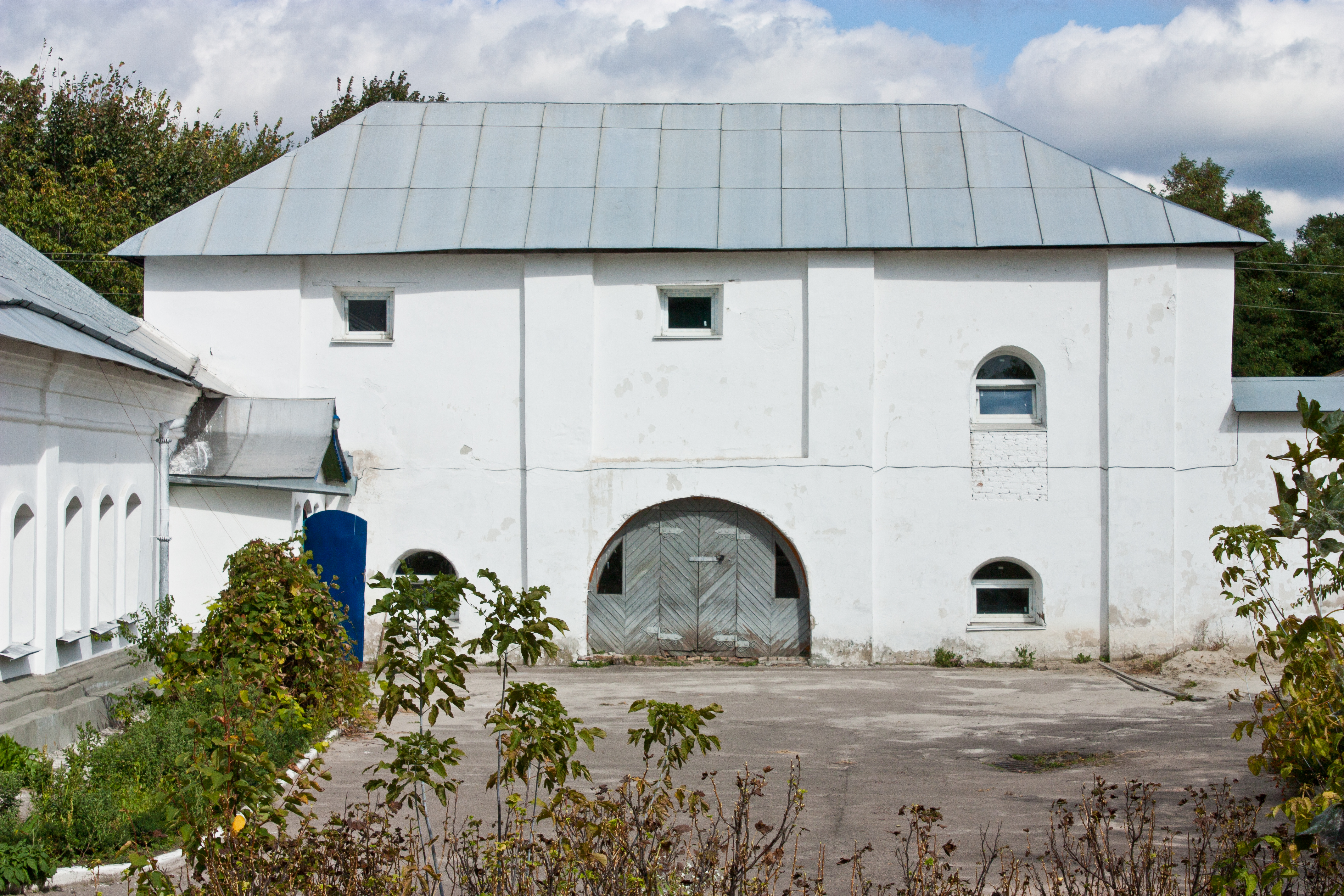
Ильинские ворота